# کنستانتین فیپس
کنستانتین فیپس (انگلیسی: Constantine Phipps, 2nd Baron Mulgrave؛ ۱۹ مهٔ ۱۷۴۴ – ۱۰ اکتبر ۱۷۹۲) یک فرد نظامی و از مکتشفان اهل انگلستان بود. او نخستین اروپایی بود که خرس قطبی و پرنده‌ای به نام کاکایی عاجی را توصیف علمی کرد.